# Liste der Kulturgüter im Kanton Zug
Die Liste der Kulturgüter im Kanton Zug bietet eine Übersicht zu Verzeichnissen von Objekten unter Kulturgüterschutz in den 11 Gemeinden des Kantons Zug. Die Verzeichnisse enthalten Kulturgüter von nationaler, regionaler und lokaler Bedeutung.

## Kulturgüterlisten der Gemeinden
- Baar
- Cham
- Hünenberg
- Menzingen
- Neuheim
- Oberägeri
- Risch
- Steinhausen
- Unterägeri
- Walchwil
- Zug